# Afterwards
Afterwards é um filme britânico dirigido por Lawson Butt e lançado em 1928.